# ایوانچا
ایوانچا (به مجاری: Iváncsa) یک شهرداری در مجارستان است که در ناحیه دونااوی‌واروش واقع شده‌است. ایوانچا ۲۵٫۱۷ کیلومتر مربع مساحت و ۲٬۹۳۲ نفر جمعیت دارد.